# Classe Colorado
La classe Colorado est une classe de quatre super-dreadnoughts construits pour l'US Navy peu après la fin de la Première Guerre mondiale. Ce sera la dernière classe pré-traité de Washington. Seuls trois seront terminés et participeront à la Seconde Guerre mondiale, la construction du quatrième étant stoppée à cause du traité de Washington de 1922.

## Histoire
Durant les dernières années de la guerre du Pacifique, les trois navires de cette classe sont intégrés dans le Battleship Squadron 1.

## Unités de la classe
| Nom               | Chantier                          | Quille        | Lancement          | Mise en service   | Destin                                                         |
| ----------------- | --------------------------------- | ------------- | ------------------ | ----------------- | -------------------------------------------------------------- |
| USS Colorado      | New York Shipbuilding Corporation | 29 mai 1919   | 22 mars 1921       | 20 août 1923      | Rayé des listes en mars 1959                                   |
| USS Maryland      | Newport News Shipbuilding         | 24 avril 1917 | 20 mars 1920       | 21 juillet 1921   | Rayé des listes en mars 1959                                   |
| USS Washington    | New York Shipbuilding Corporation | 30 juin 1919  | 1er septembre 1921 | -                 | Construction annulée en 1922, coulé comme navire cible en 1924 |
| USS West Virginia | Newport News Shipbuilding         | 12 avril 1920 | 19 novembre 1921   | 1er décembre 1923 | Rayé des listes en mars 1959                                   |